# Mike Taylor
Mike Taylor,  britanski dirkač Formule 1, * 24. april 1934, Anglija, Združeno kraljestvo, † 4. april 2017.
Mike Taylor je debitiral v sezoni 1959, ko je nastopil le na domači dirki za Veliko nagrado Velike Britanije, kjer je z dirkalnikom Formule 2 Cooper T45 odstopil v sedemnajstem krogu. Drugič in zadnjič je v Formuli 1 nastopil na dirki za Veliko nagrado Belgije v naslednji sezoni 1960, ko pa mu ni uspelo niti štartati.

## Popolni rezultati Formule 1
(legenda) (odebeljene dirke pomenijo najboljši štartni položaj, poševne pa najhitrejši krog, †-uvrščen kljub odstopu)
| Leto | Moštvo                     | Šasija        | Motor             | 1   | 2   | 3   | 4   | 5       | 6   | 7   | 8   | 9   | 10  | Prv | Toč |
| ---- | -------------------------- | ------------- | ----------------- | --- | --- | --- | --- | ------- | --- | --- | --- | --- | --- | --- | --- |
| 1959 | Alan Brown Equipe          | Cooper T45 F2 | Climax Straight-4 | MON | 500 | NIZ | FRA | VB Ret  | NEM | POR | ITA | ZDA |     | -   | 0   |
| 1960 | Taylor-Crawley Racing Team | Lotus 18      | Climax Straight-4 | ARG | MON | 500 | NIZ | BEL DNS | FRA | VB  | POR | ITA | ZDA | -   | 0   |